# 瓦尔韦尔德 (卡塔尼亚广域市)
瓦尔韦尔德（義大利語：Valverde），是意大利西西里大区卡塔尼亞廣域市的一个市镇。总面积5平方公里，人口7678人，人口密度1535.6人/平方公里（2009年）。ISTAT代码为087052。